# Mesoplia imperatrix
Mesoplia imperatrix là một loài Hymenoptera trong họ Apidae. Loài này được Friese mô tả khoa học năm 1913.